# Cầu Bãi Cháy
Cầu Bãi Cháy nằm trên quốc lộ 18, nối hai phần của thành phố Hạ Long là Hòn Gai và Bãi Cháy qua vịnh Cửa Lục nơi đổ ra vịnh Hạ Long, thuộc địa phận tỉnh Quảng Ninh. Sau 20 năm lên kế hoạch cầu mới được hoàn thành. Cầu được xác định là công trình trọng điểm quốc gia, có vị trí chiến lược về giao thông, kinh tế và quốc phòng được Công an Tỉnh Quảng Ninh bảo vệ.

## Sơ lược
Năm 1998, Thủ tướng Chính phủ phê duyệt dự án đầu tư xây dựng cầu Bãi Cháy trên Quốc lộ 18, tại tỉnh Quảng Ninh với tổng mức đầu tư 1.374 tỉ đồng bằng nguồn vốn vay ODA và vốn đối ứng từ ngân sách Nhà nước. PMU 18 là đại diện chủ đầu tư có trách nhiệm quản lý và thi công dự án này.  Cầu được khởi công từ 1 tháng 8 năm 2003, với số vốn đầu tư lên đến hơn 2 140 tỷ đồng.
Đây là loại cầu dây văng một mặt phẳng dây, dầm hộp bê tông cốt thép dự ứng lực có khẩu độ nhịp đạt kỷ lục thế giới về loại cầu này. Cầu được thi công bằng công nghệ đúc hẫng cân bằng, tại trụ cầu chính trên độ cao 50m, dầm cầu được vươn ra biển và kết thúc khi nối liền hai cánh hẫng, công nghệ xây dựng này đảm bảo cho các tàu thuyền vẫn có thể hoạt động được bình thường trong suốt quá trình thi công.
Công trình đã được hoàn thành và thông xe vào ngày 2 tháng 12 năm 2006. Cầu Bãi Cháy được đưa vào sử dụng đã giải quyết nhu cầu đi lại của nhân dân tỉnh Quảng Ninh, khách du lịch trong và ngoài Việt Nam, đồng thời cũng chấm dứt sự hoạt động hàng chục năm của Bến phà Bãi Cháy.

## Thông số kỹ thuật
Nguồn:
- Điểm đầu dự án xây dựng là km113+400 thuộc quốc lộ 18 và kết thúc tại Ngã ba Lê Lợi - thành phố Hạ Long
- Chiều dài: 903 m
- Chiều rộng: 25,3 m (4 làn xe cơ giới và 2 làn xe thô sơ)
- Số nhịp: 5 nhịp, nhịp chính dài 435 m
- Tĩnh không thông thuyền: 50 m
- Tải trọng: Loại A theo tiêu chuẩn Nhật
- Kinh phí: khoảng 1.400 tỷ VNĐ, thời gian thi công 40 tháng; đến 30 tháng 11 năm 2006 kết thúc hợp đồng. Nguồn vốn ODA của chính phủ Nhật Bản
- Chủ đầu tư: Bộ Giao thông vận tải, đại diện chủ đầu tư: Ban Quản lý các dự án 18-PMU18
- Tư vấn thiết kế - giám sát: Viện cầu và kết cấu Nhật Bản
- Nhà thầu thi công: liên danh Shimizu-Sumitomo-Mitsui Nhật Bản

## Tham nhũng
Dự án cầu Bãi Cháy đã xảy ra "tham ô tài sản", trong khuôn khổ vụ PMU 18. Ngày 19 tháng 9 năm 2008, tổng số 12 bị can bị khởi tố, gồm:
- Bùi Tiến Dũng (Dũng "tổng")[11]- Nguyên Tổng GĐ PMU 18;
- Phạm Tiến Dũng (Dũng "con")[11] - Nguyên Trưởng phòng PID 6, PMU 18;
- Nguyễn Vũ Nam - Nguyên Phó phòng PID 6, PMU 18;
- Nghiêm Phú Sơn - Nguyên Phó phòng PID 6, PMU 18;
- Nguyễn Công Dũng, Nguyễn Mạnh Hùng - cán bộ phòng PID 6, PMU 18;
- Lê Minh Giang - nguyên Phó trưởng Phòng PID5, PMU18;
- Trần Đức Hùng - Nguyên Chánh văn phòng gói thầu BC2, dự án cầu Bãi Cháy;
- Nguyễn Hữu Minh -  Nguyên Giám Đốc điều hành gói thầu BC1, dự án cầu Bãi Cháy;
- Nguyễn Việt Dũng - nguyên Giám đốc gói thầu BC3;
- Nguyễn Hữu Long - nguyên Giám đốc gói thầu BC3;
- Đỗ Kim Quý - nguyên Phó Tổng Giám đốc PMU18 (phạm tội không tố giác tội phạm).

Trong hợp đồng xây dựng cầu có khoản tiền 9.289.995.912 đồng nhà thầu được nhận từ PMU 18 để trả lương cho nhân viên tư vấn bổ sung. Phạm Tiến Dũng và một số lãnh đạo PID 6 đã bàn với Nguyễn Hữu Minh, giám đốc điều hành gói thầu BC1 và Nguyễn Việt Dũng, GĐ gói thầu BC3 thống nhất tỷ lệ ăn chia: PMU 18 hưởng 75%, nhà thầu 25% trên tổng lương của các nhân viên tư vấn bổ sung của mỗi gói.
Phạm Tiến Dũng và đồng bọn đã lập danh sách nhân viên tư vấn bổ sung khống  từ tháng 3 năm 2004 đến tháng 4 năm 2006, chiếm đoạt 3.554.220đ để ăn chia  nhau. Nhà thầu BC1, BC3 được chia 600 triệu đồng.
Số còn lại 2.954.004.220 đồng Bùi Tiến Dũng, Phạm Tiến Dũng chia nhau "ăn" phần lớn. Một phần số tiền này được phân chia cho một số người trong PMU 18.
Ngày 11 tháng 7 năm 2009. Phạm Tiến Dũng (Dũng "con") đã bị đột tử tại một bệnh xá gần nơi tạm giam - trại T16 Bộ Công an.

## Hình ảnh

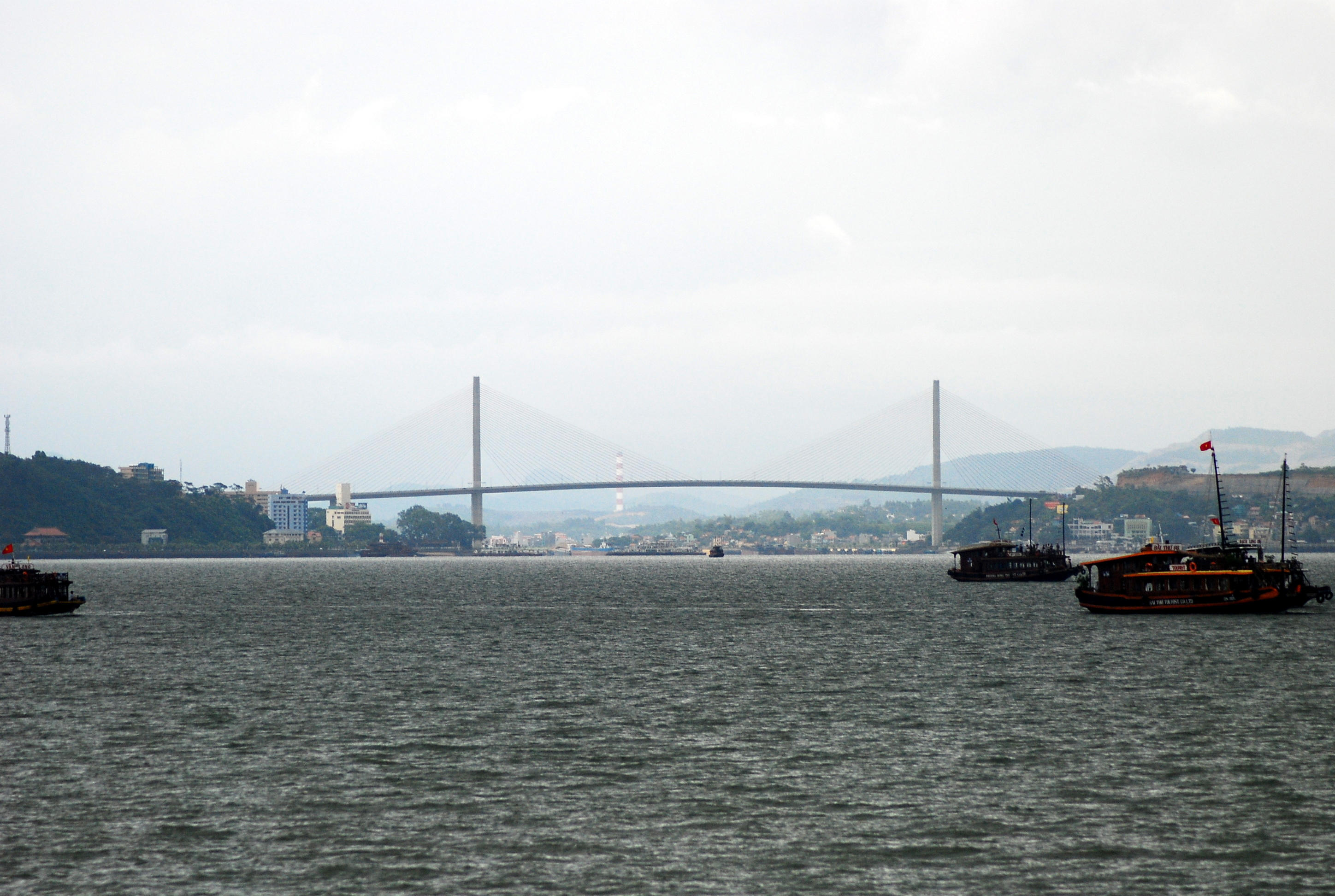
Cầu Bãi Cháy nhìn từ xa trên vịnh
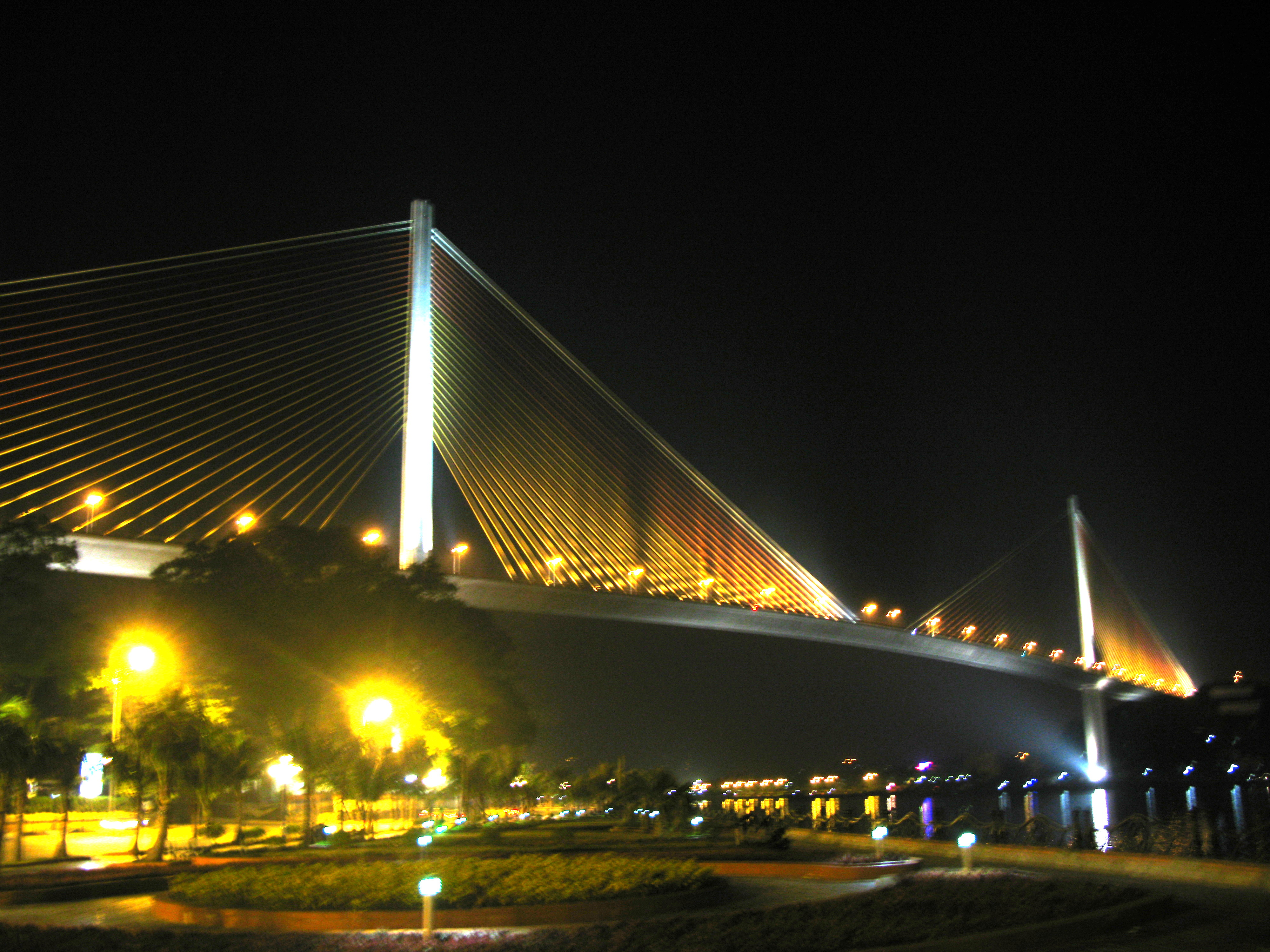
Cầu Bãi Cháy trong đêm.
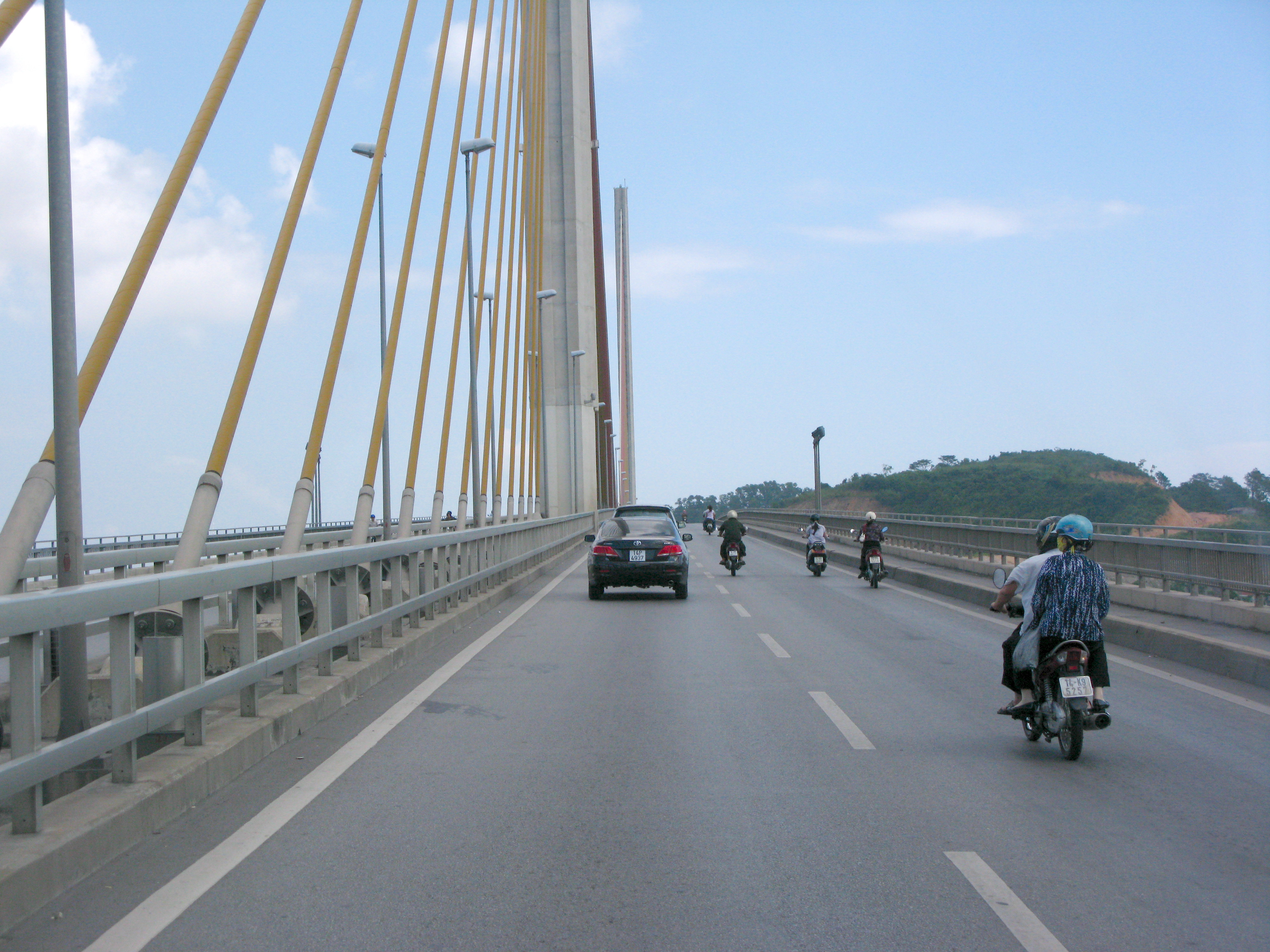
Trên cầu
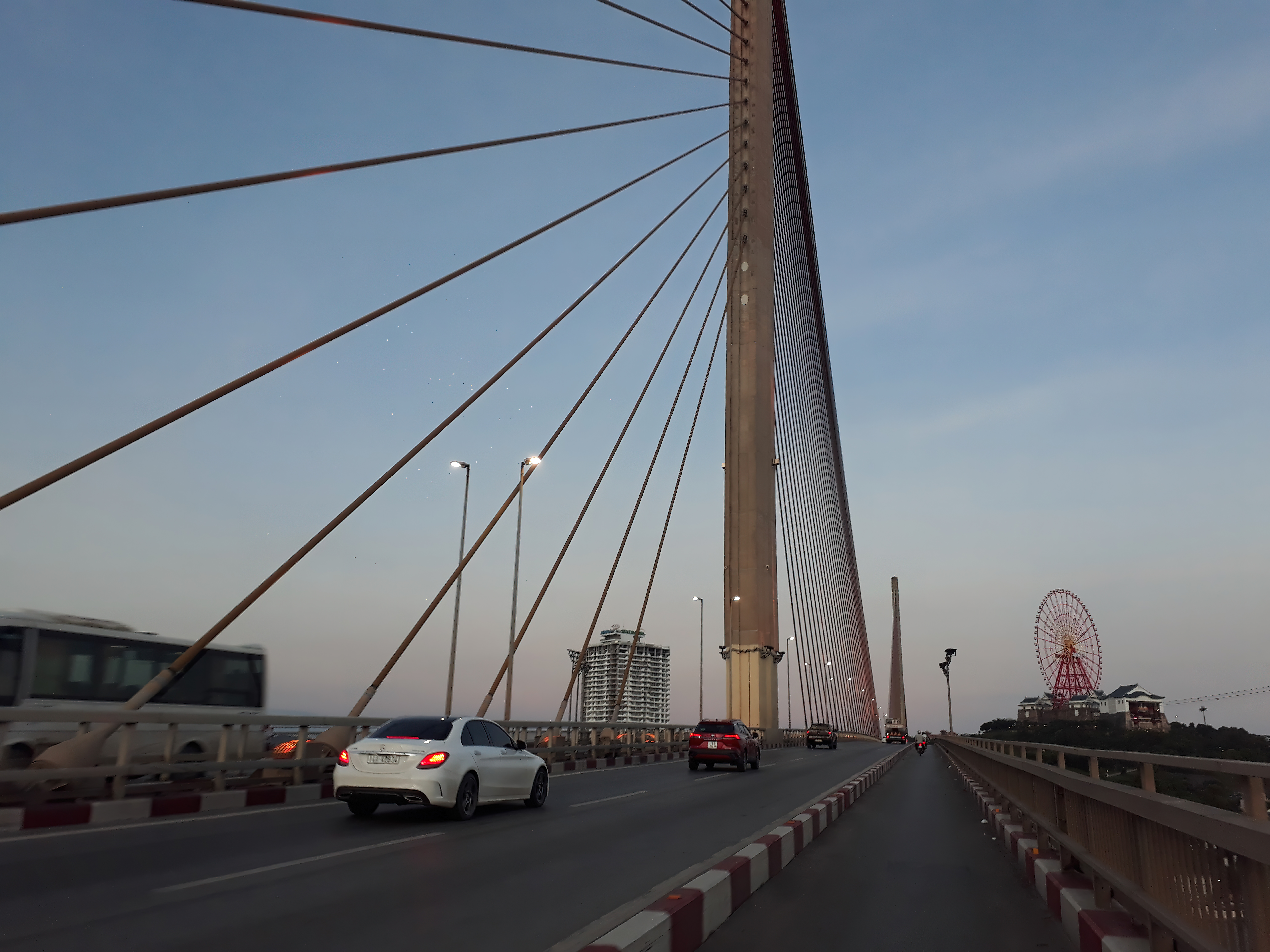
Cảnh chiều mặt trời sắp lặn ở trên cầu.